# Harriet Powers
Harriet Powers (Athens, 29 de octubre de 1837 - 1 de enero de 1910) fue una artista artesana, bordadora de colchas, afroestadounidense originaria de Athens, una zona rural de Georgia. Parte de su vida fue esclava, sin embargo, por medio del tejido ella logró plasmar representaciones bíblicas y de cuerpos celestes, aunque en la actualidad sólo se han logrado rescatar dos de sus obras, Bible Quilt (1886) y Pictorial Quilt (1898).

## Biografía
Powers nació esclava, en Athens, Georgia, el 29 de octubre de 1837. Los historiadores señalan que pasó sus primeros años en una plantación que pertenecía a John y Nancy Lester, en Madison Country, Georgia.
Fue esclava hasta la Guerra de Secesión; posteriormente fue liberada y se le otorgaron algunas tierras. Cuando tenía alrededor de 18 años se casó y tuvo al menos nueve hijos. Se dedicó a la costura a mano y en máquina. Por el gran nivel que mostraba su trabajo de costura, Harriet Powers logró ganar prestigio entre las mujeres de clase alta. Parte de sus tierras y de las colchas que ella creó fueron vendidas por su marido en la década de 1890, cuando afrontó dificultades económicas. Dejó de pagar los impuestos y finalmente abandonó a Harriet y la pequeña granja en 1895. Harriet no volvió a casarse y probablemente se mantuvo como costurera.
En la Feria del Algodón de Athens de 1886, Harriet Powers participó presentando su colcha Bible Quilt, entre el público se encontraba Jennie Smith, una artista local con una formación internacional. Tiempo después, Jennie Smith le envió una carta a Harriet Powers pidiéndole que le vendiese la colcha a lo que ella se negó, solo cuatro años después aceptó al afrontar dificultades económicas.

He pasado toda mi vida en el sur, y estoy perfectamente familiarizada con treinta patrones de colchas, pero nunca había visto un diseño original, y nunca una criatura viviente retratada en mosaico, hasta el año 1886, cuando se celebró en Athens, Georgia, una 'Feria del Algodón'[...] ¡La mejor exhibición de encurtidos y conservas hechas por el expositor!, y en un rincón colgaba una colcha, que capturó mi atención y, después de muchas dificultades, encontré a la dueña, una mujer negra, que vive en el campo en una pequeña granja donde ella y su esposo viven de manera respetable [...] Las escenas en la colcha eran bíblicas y estaba fascinada, pero no estaba a la venta a ningún precio.
Carta de Jennie Smith a Harriet Powers.

Powers murió el 1 de enero de 1910 y fue enterrada en el cementerio para afroamericanos Gospel Pilgrim Cemetery de Athens. Su tumba fue redescubierta en 2005.

### Importancia de la artista
En sus trabajos se muestra una técnica única, la cual posee no solo una gran delicadeza, sino que también muestra la historia con figuras sencillas, las cuales logran trasmitir un mensaje. Su trabajo es reconocido por la manera en que muestra un orden diferente por medio de mosaicos. El estilo muestra las influencias africanas conservadas en las artesanías afroamericanas. La razón del interés de Powers por los cuerpos celestes y eventos astronómicos no está clara. Aunque en su época la prensa la describió como ignorante y analfabeta, ahora se sabe que había aprendido a leer y escribir. En sus cartas a Jennie Smith, describió varios de sus trabajos que son el único testimonio conservado de ellos.

### Obras
Todos sus trabajos eran realizados solo con algodón, mediante apliques y a destajo, mostrando escenas bíblicas o fenómenos celestes. Solo se han conservado dos: 
- Bible Quilt (1886), la colcha está dividida en once partes; iniciando desde la parte superior izquierda y finalizando en la parte inferior derecha los cuadros presentan los siguientes eventos bíblicos:[4][2] Bible Quilt

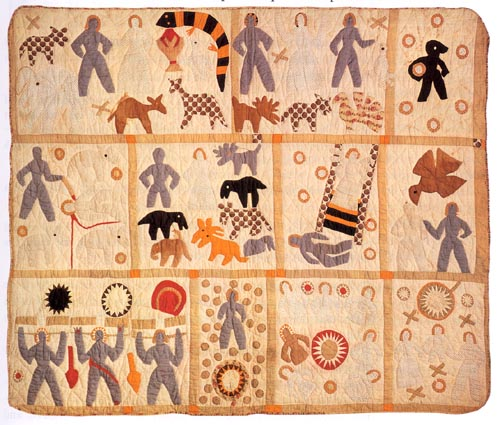
Bible Quilt

1. Dios creó a Adán en el Jardín del Edén.
2. Dios creó a Eva en el Jardín del Edén.
3. Satanás entre las siete estrellas.
4. Caín matando a Abel.
5. Caín en la tierra de Nod buscando esposa.
6. Sueño de Jacob.
7. Juan bautiza a Jesús.
8. La crucifixión de Jesús y los dos ladrones.
9. Judas rodeado por las treinta monedas de plata.
10. Jesús y sus discípulos en la Última Cena.
11. La Sagrada Familia y la Ascensión de Cristo.

Actualmente la colcha se encuentra en el Museo de Bellas Artes de Boston.
- Pictorial Quilt (1898), la colcha se divide en quince partes basadas en pasajes de la Biblia y algunos sucesos ocurridos en su época y antes relacionados con fenómenos celestes y meteorológicos; cada uno de los mosaicos son:[6]

1. Job ora por sus enemigos.

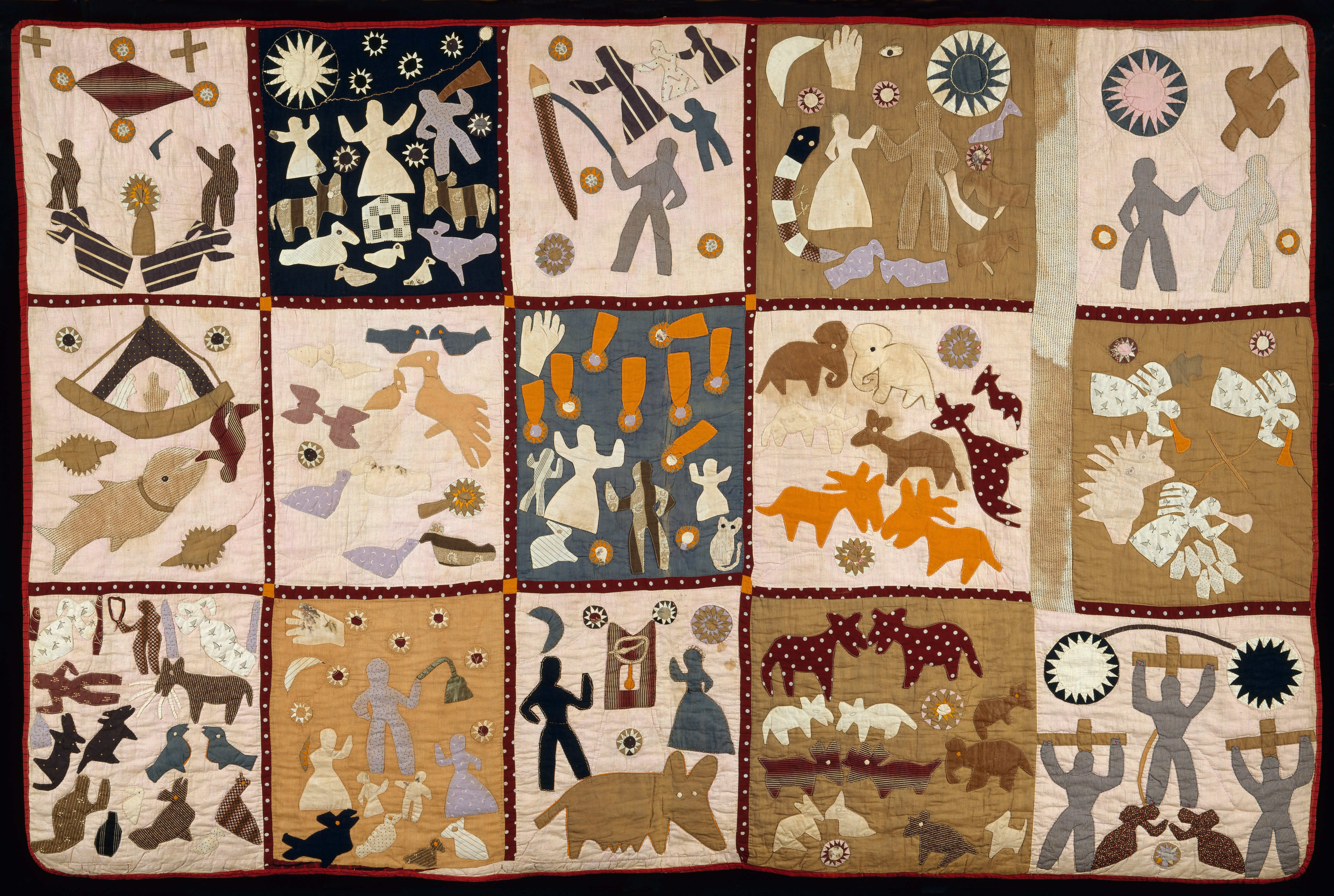
Pictorial Quilt

2. El sol se fue y llegó la oscuridad (Día Oscuro de Nueva Inglaterra de 1780)
3. Serpiente alzada por Moisés con una  mujer y sus hijos que lo ven.
4. Adán y Eva en el Jardín del Edén, Eva es tentada por la serpiente.
5. Juan bautizando a Jesús.
6. Jonás es tragado por una ballena.
7. Dios creó dos de cada especie.
8. Dios puso las estrellas en el cielo.
9. Fueron dos de cada especie [...].
10. Los ángeles tocan sus trompetas y surgen las bestias.
11. Se congela una mujer mientras rezaba (Frente Frío de Georgia de 1895).
12. Hombre toca la campana, avisando a los demás sobre la maravilla (Varias noches consecutivas de estrellas fugaces en 1846).
13. Personas ricas que no creían en Dios.
14. La creación de más animales.
15. La crucifixión de Jesús y los dos ladrones.

Actualmente la colcha se encuentra en Museo Smithsoniano de Washington D.C.